# Paula Jones

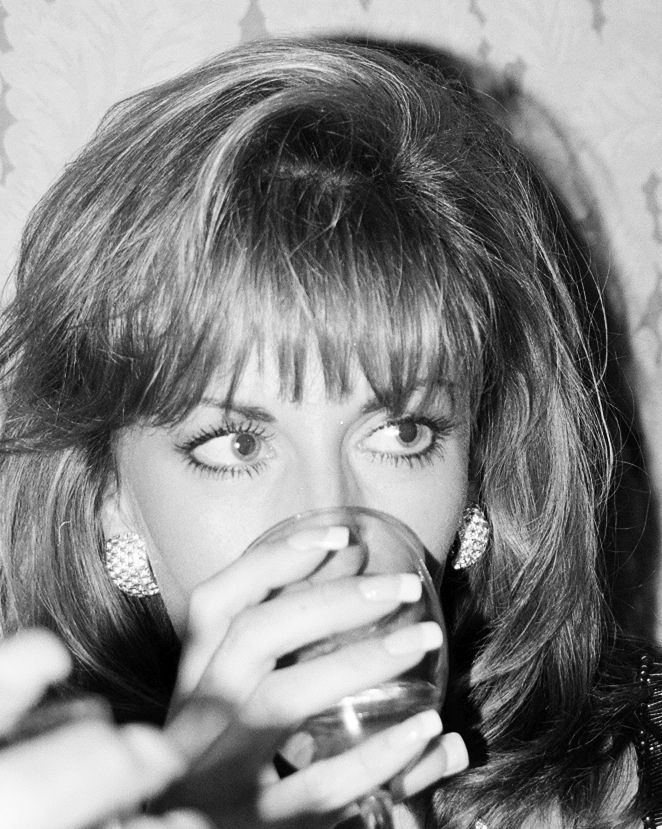
Paula Jones (1998)

Paula Corbin Jones (ur. 17 września 1966 jako Paula Rosalee Corbin) – była pracownica rządu stanu Arkansas, która w maju 1994 pozwała do sądu prezydenta Billa Clintona za molestowanie seksualne, które według niej miało miejsce w maju 1991, kiedy Clinton był gubernatorem tego stanu. Clinton, urzędujący jako prezydent USA od stycznia 1993, twierdził, że jego urząd nie daje mu czasu na zaangażowanie w taki proces, i że powinien on odbyć się dopiero po zakończeniu jego kadencji. Po wielu odwołaniach i manewrach prawnych, 27 maja 1997 Sąd Najwyższy Stanów Zjednoczonych wydał jednogłośną decyzję, że proces ma się odbyć podczas kadencji Clintona. 1 kwietnia 1998 sędzia Susan Webber Wright z Federal District Court oddaliła pozew, przed procesem, argumentując, że Jones nie wykazała wyrządzonych jej szkód. Pomimo tego, podczas gdy oddalenie było rozpatrywane przez sąd wyższej instancji, w listopadzie 1998 Clinton zawarł z Jones umowę o wycofanie pozwu i zapłacił jej 850 000 dolarów.
Procedura impeachmentu prezydenta Clintona, obwiniająca go o składanie fałszywych zeznań pod przysięgą i blokowanie działań organów sprawiedliwości, była głównie oparta na zeznaniach Clintona złożonych podczas pozwu Pauli Jones. W szczególności, Clinton w odpowiedzi na pytania o jego stosunki z Moniką Lewinsky zaprzeczył, że miał z nią stosunki seksualne, co okazało się niezgodne z prawdą.